# Pseudocoremia fenerata
Pseudocoremia fenerata är en fjärilsart som beskrevs av Felder och Alois Friedrich Rogenhofer 1875. Pseudocoremia fenerata ingår i släktet Pseudocoremia och familjen mätare. Inga underarter finns listade i Catalogue of Life.